# Chiesa di Santa Maria delle Grazie (Vicovaro)
La chiesa di Santa Maria delle Grazie è stata costruita su ruderi romani nel XIII secolo ed è sita a Vicovaro in provincia di Roma.
Fu poi restaurata nel XVI e nel XVII secolo per ottenere le forme attuali nel Settecento. Nel 1877 fu adibita a Sacrario dei Caduti e edificio di culto per il vicino cimitero.
L'interno è composto di un'unica navata con affreschi seicenteschi.
Sull'altare maggiore vi era una tavola raffigurante la Vergine delle Grazie (XV secolo), invece sul 1º altare a destra vi è una tela raffigurante San Francesco.